# Brachypanorpa carolinensis
Brachypanorpa carolinensis is een schorpioenvlieg uit de familie Panorpodidae. De wetenschappelijke naam is gepubliceerd door Banks in 1905.
De soort komt voor in North Carolina (Verenigde Staten).